# Hexenprozesse in Rhens

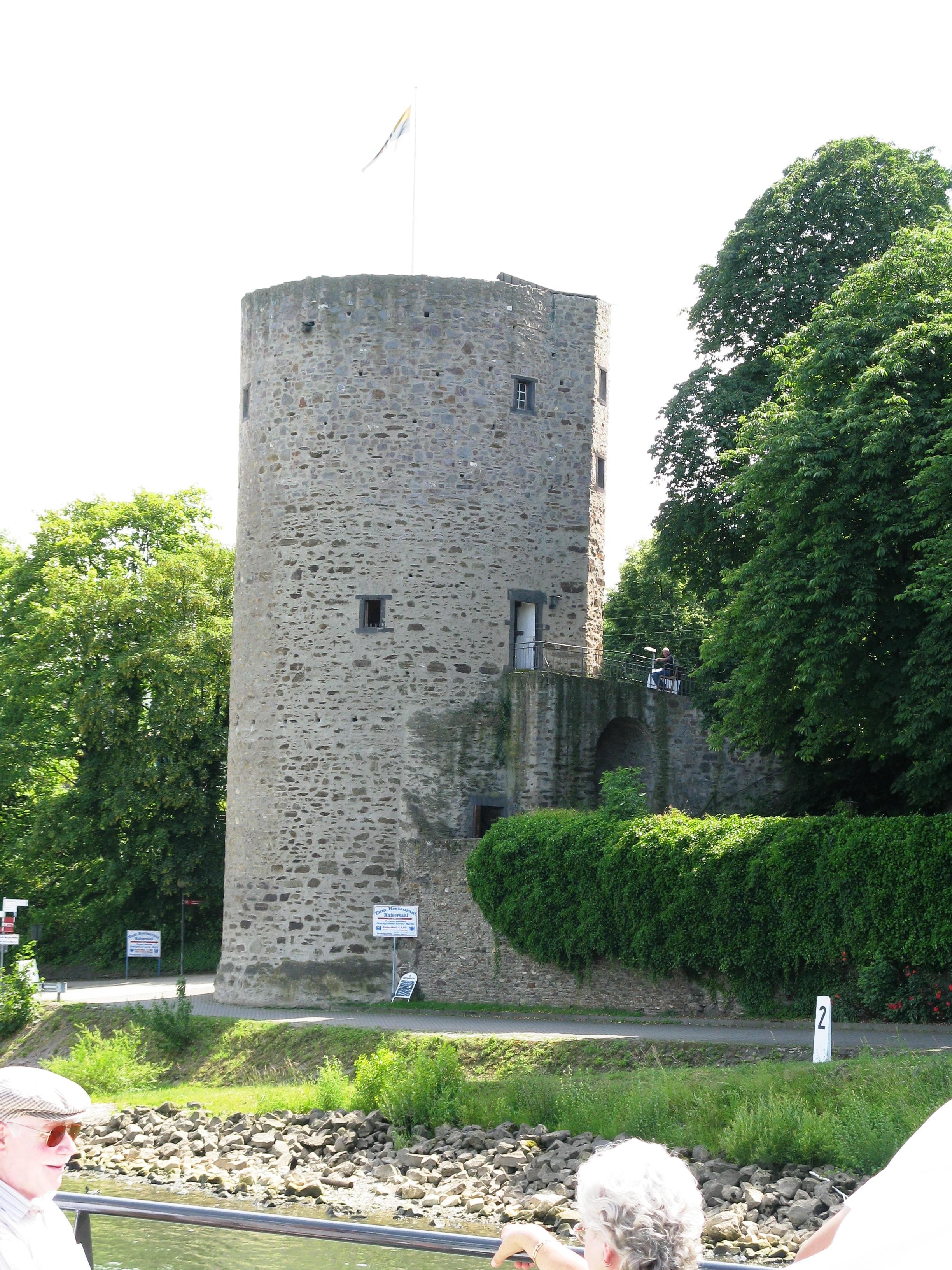
Rhens: Scharfer Turm (auch „Hexenturm“ genannt)

Im 16. und 17. Jahrhundert kam es in Rhens (seinerzeit Kurfürstentum Köln; heute Landkreis Mayen-Koblenz in Rheinland-Pfalz) zu Hexenverfolgungen. In den Hexenprozessen wurden 26 Menschen, 23 Frauen und drei Männer, wegen angeblicher Zauberei hingerichtet. 
Die Einkerkerung und Folterung fand im „Scharfen Turm“ (Teil der Stadtmauer, direkt am Rhein, auch „Hexenturm“ genannt) statt, allerdings auch auf dem Rhenser Rathaus und im früher noch vorhandenen Stadtturm über dem Viehtor.
Neue Quellenfunde zeigen, dass es in Rhens drei Verfolgungswellen gab. Für einen kleinen Ort wie Rhens, dessen Einwohnerzahl man in der Frühen Neuzeit mit ca. 500 Personen beziffern kann, müssen bereits Prozessserien mit wenigen Opfern als Verfolgungswelle gelten.

## Die drei Verfolgungswellen

### Die erste Verfolgungswelle
Die erste Verfolgungswelle begann um 1575 und schloss sich an die Hexenprozesse im benachbarten Braubach im Jahr 1570 an. 1575 ließ der hessische Oberamtmann zu St. Goar laut einem Schreiben des Rhenser Rates aus dem Jahre 1603 in Braubach „etzliche weibspersonen [...] wegen Zauberey und anderer bößen begangenen Unthatten“ verurteilen und zum Teil hinrichten. Nach den Hinrichtungen seien noch vier weitere Personen verhaftet worden, von denen eine aus dem Gefängnis fliehen konnte.
Die Protokolle der Rhenser Hexenprozesse von 1575 sind nicht erhalten. Nur über drei Angeklagte (Ließ Loher, Lucia Hermann und Hermann Stein) ist Näheres überliefert. Die angeklagte Lucia Hermann aus Rhens konnte einmal fliehen und musste 1575, 1577 und 1603 insgesamt drei Verfahren über sich ergehen lassen, die jeweils mit Ausweisung endeten. Aus den Prozessakten der Lucia Hermann ist zu ersehen, wie hartnäckig die Bevölkerung über Jahrzehnte hinweg an Hexereiklagen gegen Personen aus ihrer Mitte festhielt. Die Beklagte sah sich drei Jahrzehnte ihres Lebens mit Anschuldigungen konfrontiert. Ließ Loher hatte sich bereits im Juni 1575 nach erfolgter Befragung und Tortur das Leben genommen. Hermann Stein war zwar 1575 und 1577 ausgewiesen worden, jedoch offensichtlich wieder nach Rhens zurückgekehrt.

### Die zweite Verfolgungswelle
Die zweite Hexenprozesswelle erstreckte sich von 1628 bis 1630. Im Oktober 1628 richteten Amtmann, Ratsherren, Bürgermeister und Bürger von Rhens ein Gesuch an den Landgrafen von Hessen-Kassel und baten um Genehmigung für die Durchführung von Hexenprozessen.
Die Schicksale der zwölf Menschen (elf Frauen und ein Mann), die als Hexen und Hexenmeister angeklagt wurden, sind genau dokumentiert. Die Quellen befinden sich im Landeshauptarchiv Koblenz.
Innerfamiliäre Konflikte und Vermögensverhältnisse der Opfer beeinflussten Entstehung und Verlauf der Prozesse maßgeblich. Oft lagen den Denunziationen Erbschaftsangelegenheiten, Antipathien oder Eheprobleme zugrunde. Die meisten Opfer gehörten dem gehobenen Bürgertum an. Mehr als die Hälfte der achtzehn im Rhenser Salbuch von 1621 genannten Hofleute waren von den Prozessen betroffen, vier der 1628–1630 bzw. 1645–1647 verurteilten Frauen waren mit Hofleuten verheiratet, mindestens vier Ehemänner von verurteilten Frauen bekleideten zeitweise städtische oder herrschaftliche Ehrenämter.
Etliche Opfer der zweiten Prozessserie waren wohlhabende Bürgerinnen:
- Der Ehemann von Apollonia Lehmels, Thiebes Lehmel, war 1621 Gutsverwalter. Die 80-jährige Frau Apollonia verstarb im Februar 1629 an den Folgen der Folter im Gefängnis.
- Sophia Bech (Beck), hingerichtet am 27. März 1629, war verheiratet mit Jacob Bech, der in den Kirchenbüchern als Schöffe und Medicus bezeichnet wird.
- Christine May (Mey), geborene Müller, war mit dem Gutsverwalter Martin May verheiratet. Sie wollte sich der Folter entziehen und sprang aus einem Fenster des Gefängnisturmes. Sie überlebte den Sprung und konnte noch einige hundert Meter weit fliehen, bevor sie gefasst wurde. Sie wurde am 9. Mai 1629 hingerichtet.
- Nur wenige Angeklagte entgingen einer Verurteilung. Margarethe Dreiß (Dreys, Dreis, geborene Schneider) war in zweiter Ehe mit dem Unterschultheiß Christian Dreiß verheiratet. Sie wurde im Dezember 1629 verhaftet, aber verweigerte selbst unter der Folter ein Schuldbekenntnis und wurde freigelassen. Weil sie niemanden denunzierte, hat sie maßgeblich zum Ende der ersten Prozesswelle beigetragen. Als sie 1645 in der dritten Prozesswelle erneut verhaftet wurde, fehlte ihr die Kraft, ihre Unschuld zu beteuern und wurde am 17. September 1645 hingerichtet.

### Die dritte Verfolgungswelle
Die dritte Hexenprozesswelle dauerte von 1645 bis 1647. Die Prozesse wurden 1929 beschrieben, die Prozessakten waren jedoch nach dem Zweiten Weltkrieg nicht mehr aufzufinden.
Dieses Mal wurden elf Personen angeklagt, zwei Männer und neun Frauen. Den beiden Rhenser Verfolgungswellen des 17. Jahrhunderts scheint nur eine Person entronnen zu sein, alle anderen wurden hingerichtet. Freigesprochen wurde im Dezember 1645 lediglich Catharina Herter, die es schaffte der Folter zu widerstehen und kein Geständnis abzulegen. Doch ihr weiteres Schicksal verlief tragisch. Ihr Mann weigerte sich, sie wieder zu sich zu nehmen. So wurde sie in den letzten Dezembertagen im Winter 1645 aus der Stadt gewiesen und ihrem Schicksal überlassen.
Prominentestes und letztes Opfer war Margarethe Altenhofen, Frau des Bürgermeisters Gerhard Altenhofen, die am 7. März 1646 hingerichtet wurde.